# Oscar Zallhagen

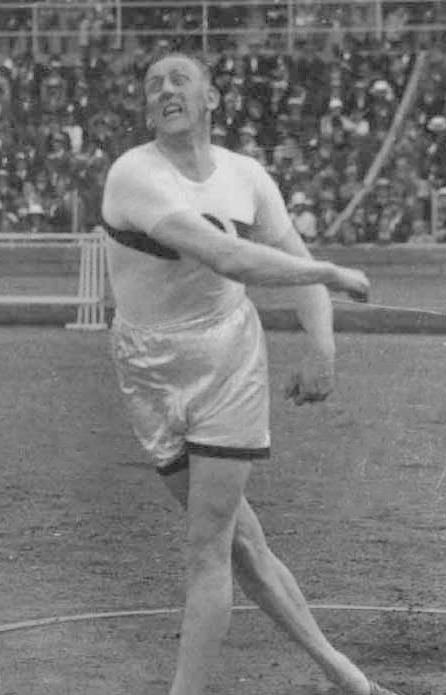
Oscar Zallhagen

Oscar Zallhagen (Oscar Edvin Herbert Zallhagen, geb. Andersson; * 25. Januar 1893 in Stockholm; † 20. August 1971 in Bromma) war ein schwedischer Diskuswerfer.
Bei den Olympischen Spielen 1920 in Antwerpen wurde er Vierter mit 41,07 m.
1921 wurde er Englischer Meister. Von 1913 bis 1922 wurde er zehnmal in Folge Schwedischer Meister im beidarmigen Diskuswurf.
Seine persönliche Bestleistung von 45,77 m stellte er am 24. September 1916 in Enköping auf.